# WebEx
WebEx Communications Inc. é uma empresa do grupo Cisco, que fornece aplicativos de demanda, reunião online, web conferência e aplicações de vídeo conferência. Seus produtos incluem Centro de Reuniões, Centro de Treinamento, Centro de Eventos, Centro de Apoio, Centro de Vendas, MeetMeNow, PCNow, WebEx AIM Pro Business Edition, WebEx Connect, WebEx WebOffice.
A WebEx foi fundada em 1996  sob o nome ActiveTouch por Subrah Iyar e Zhu Min Zhu em 1991.

## Cisco WebEx Meetings
A Cisco WebEx Meetings é ou Cisco Webex Teams uma plataforma de videoconferência corporativa que possibilita reuniões por áudio e vídeo em alta definição. Para ingressar em uma reunião, não é necessário baixar um programa de computador, basta acessar um link enviado por e-mail pelo anfitrião e entrar por meio de um navegador web, de um aplicativo para desktop ou para Android/iOS. A Cisco WebEx Meetings fornece serviços de sala de espera, de agendamento e de gravação de reuniões, de compartilhamento de telas e arquivos e de salvamento de informações sobre a reunião (registro do bate-papo e lista de pessoas que estiveram presentes).
Pessoas em Teletrabalho podem experimentar a versão WebEx Teams, que oferece recursos para ajudar funcionários a trabalharem de maneira integrada com a empresa e colaboradores externos. Além das funcionalidades de videoconferência do WebEx Meetings, a versão Teams oferece configurações para criar espaços colaborativos de trabalho e nomear moderadores. A ferramenta funciona por meio de aplicativos para Android, iOS, Windows e MacOS e pode ser acessada pelo celular e pelo computador. As sessões estabelecidas por meio do WebEx Teams usa algoritmos avançados de criptografia para proteger o conteúdo que você compartilha e envia.
O plano gratuito oferece 1 GB de espaço na nuvem e a possibilidade de fazer reuniões com até 100 pessoas por um período máximo de 50 minutos. Para quem precisa de mais espaço em nuvem e um número maior de participantes por um período maior de tempo, existem três planos pagos direcionados para pequenas, médias e grandes empresas. A versão iniciante custa US$14,95 mensais. O plano Plus custa US$19,95 por mês. Já a versão Business custa US$29,95 mensais. Os planos pagos oferecem um suporte ao cliente personalizado para ajudar com eventuais dificuldades no uso da ferramenta.